# Dalbaye
Dalbaye est un village du Cameroun situé dans la commune de Meri, le département du Diamaré et la Région de l'Extrême-Nord. Il dépend du canton de Doulek.

## Population
Lors du recensement de 2005, on y a dénombré 969 habitants (474 hommes et 442 femmes) contre 480 en 1974.
La population est majoritairement Mofu.
L'école (enseignement primaire uniquement) la plus proche se trouve à environ 2 km près de Djandjar.
La localité électrifiée la plus proche se situe à environ 3 km près de Doulek.